# Roberto Bomprezzi
Roberto Bomprezzi (Roma, 9 de outubro de 1962) é um ex-pentatleta italiano, campeão olímpico. 

## Carreira
Roberto Bomprezzi representou seu país nos Jogos Olímpicos de 1992, na qual conquistou a medalha de bronze, no pentatlo moderno, por equipes, e 5° no individual. 